# Pseudomyrmex fiebrigi
Pseudomyrmex fiebrigi är en myrart som först beskrevs av Auguste-Henri Forel 1908.  Pseudomyrmex fiebrigi ingår i släktet Pseudomyrmex och familjen myror. Inga underarter finns listade i Catalogue of Life.